# Mimeusemia vittata
Mimeusemia vittata là một loài bướm đêm trong họ Noctuidae.